# トヨタモビリティ東京

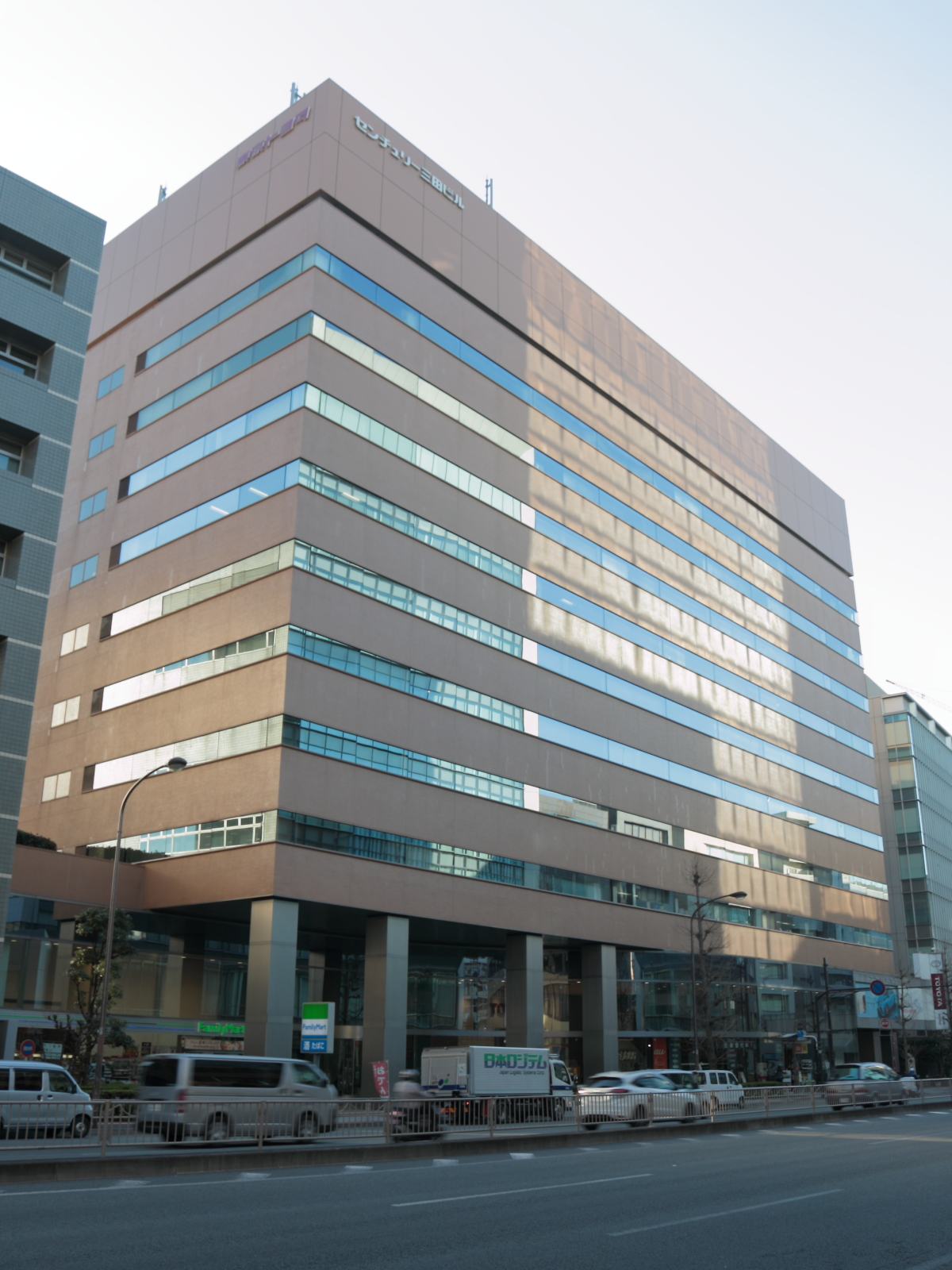
一部部門が入居するセンチュリー三田ビル
（旧東京トヨタ自動車本社）

トヨタモビリティ東京株式会社（トヨタモビリティとうきょう、英: TOYOTA Mobility Tokyo Inc.）は、東京都港区に本社を置くトヨタ自動車直営の自動車ディーラー。トヨタモビリティを名乗るディーラーの第1号である。
日本全国各地でトヨタ直営ディーラーの合併・経営譲渡が行われた結果、2023年現在で唯一のトヨタ自動車直営ディーラーとなった。

## 概要
旧社名は「トヨタアドミニスタ東京」（2000年）（Toyota Administa Tokyo）→「トヨタアドミニスタ」（2001年 - 2017年3月）→「トヨタ東京販売ホールディングス」（Toyota Tokyo Sales Holdings, Inc.）。過去にはグループ内では「TAT」→「TSH」の略称で表記されていた（旧々社名の名残）。社名変更に伴い現在は「TMT」あるいは「TM東京」と略される。
トヨタ自動車の黎明期、当時の東京市場でのディーラー（販売代理店）展開において日産自動車に有力ディーラーを取られたため、100％子会社でディーラー展開を図ったという歴史的経緯の中、各販売チャンネルの統括会社として設立された。ただし東京トヨタ自動車は、他資本（古河財閥）系列として創業後にトヨタ自動車が買収したものであり、他チャネルの販売店とは異なる出自を持つ。
トヨタ自動車の「東京ReBORN計画」による販売チャネル制度の廃止に伴い、2019年4月1日付で東京都内のトヨタ自動車直営ディーラー5社（トヨタ東京販売ホールディングス、東京トヨタ自動車、東京トヨペット、トヨタ東京カローラ、ネッツトヨタ東京）のうち、トヨタ東京販売ホールディングスが上記4社を吸収合併するとともに『トヨタモビリティ東京』へ商号変更した。これにより、東京都内のトヨタディーラーは当社とトヨタS&D西東京（トヨタS&Dフリート西東京を含む）、ネッツトヨタ東都（トヨタ勝又グループ）の3社のみとなった。
自動車ホテルの跡地である港区芝浦の「トヨタモビリティ東京芝浦ビル」に本社を構えており、同ビル内には芝浦店を併設する。同じ敷地内には「トヨタメトロジックビル」があり、ビル内にはトヨタモビリティ東京の一部部門と「トヨタ自動車南関東分室」「レクサスサービスセンター東京」がある。また、東海道本線・東海道新幹線の線路を挟んだ反対側にセンチュリー三田ビル（かつての東京トヨタ自動車本社）があり、法人部門と三田店が同居している。
東京都内のトヨタ・レクサス販売店の多くをカバーしている。レクサス事業においては、東京での販売促進強化のため、東京エリア独自の認定中古車「LTPO（レクサス東京中古車）」を設定し、顧客の更なる拡大を図っている。これは全国統一基準である認定中古車「CPO」の基準から外れた中古車を、東京エリア限定の「準CPO」的な独自保証で販売するもので、CPO中古車より販売価格は割安になるが受けられるサービスが大幅に異なる。

### 統合したディーラー
- トヨタ東京販売ホールディングス：存続会社
- 東京トヨタ自動車
- 東京トヨペット
- トヨタ東京カローラ
- ネッツトヨタ東京

### 歴代経営者
1. 高橋俊裕：日本郵政公社副総裁
2. 前川眞基：トヨタ自動車前代表取締役副社長
3. 小林耕士：トヨタ自動車代表取締役兼執行役員番頭兼CRO

## 沿革
- 2000年8月 - トヨタアドミニスタ東京株式会社として設立。
- 2001年
  - 7月 - トヨタアドミニスタ株式会社へ商号変更。
  - 8月 - トヨタ自動車から都内販売店（5社）とトヨタメトロジック株式会社の全株式を移転。
- 2002年
  - 4月 - 本社を池袋（アムラックス内）から芝浦へ移転。
  - 12月 -  株式会社トヨテックを子会社化。
- 2003年8月 - トヨタアドミニスタ芝浦ビル竣工。
- 2006年11月 - DUO東京株式会社を設立。
- 2011年
  - 2月 - 合同ディーラー「T-プラザ金町」を葛飾区に開業。東京トヨペット、トヨタ東京カローラ、ネッツトヨタ東京の3社合同店舗。
  - 4月 - 一部社員と派遣社員を除いた全従業員を転籍。
- 2016年12月 - フォルクスワーゲン販売事業を終了。
- 2017年
  - 3月1日 - DUO東京株式会社を吸収合併。
  - 4月 - トヨタ東京販売ホールディングス株式会社へ商号変更[4]。
- 2018年
  - 9月 - トヨタ西東京カローラが直営店から民営店となりグループを離脱、ネッツトヨタ多摩（現在：トヨタS&D西東京）に譲渡。
- 2019年4月1日 - トヨタ東京販売ホールディングスが、東京トヨタ自動車、東京トヨペット、トヨタ東京カローラ、ネッツトヨタ東京を合併し、トヨタモビリティ東京株式会社へ商号変更。
- 2022年1月 - 新基幹システムが完成、顧客データの一元化完了によりネットワークの最適化に着手した。
- 2025年1月24日 - 保険募集業務での管理態勢に重大な欠陥があったなどとして、金融庁から保険業法に基づく業務改善命令を受けた[5]。

## 事業内容

### 自動車販売事業
2011年2月には、トヨタでは初となる系列合同ディーラー「T-プラザ」第1号店（「T-プラザ金町」。トヨタ店以外の全てのチャネルが入る）を東京都葛飾区にオープンした。「T-プラザ」はトヨタモビリティ東京への移行後も継続されている。
店舗名は原則として旧販売店の名称を引き継いでいるが、旧販売店同士で店名が重複する場合は、元の店名に地域名や沿線の通りの名前を付与するなどして改称した。例えば「調布店」の場合、4社とも存在していたため店舗名は以下の通り改称された。
- 東京トヨタ自動車調布店→トヨタモビリティ東京調布つつじヶ丘店[6]
- 東京トヨペット調布店→トヨタモビリティ東京調布国領店[7]
- トヨタ東京カローラ調布店→トヨタモビリティ東京調布八雲台店[8]
- ネッツトヨタ東京調布店→トヨタモビリティ東京調布飛田給店[9]

また、統合により店舗が多くなった地域では、店舗の集約化が行われている。
- 2019年4月28日 - 志村東店を東武練馬店と板橋本町店（いずれも旧トヨタ東京カローラ）へ分散する形で統合。
- 2019年4月28日 - 池袋北店を東武練馬店、落合店、文京護国寺店（ここまで旧トヨタ東京カローラ）、北池袋店（旧ネッツトヨタ東京）の4店舗へ分散する形で統合。
- 2020年1月31日 - 東雲店（旧東京トヨペット）を江東砂町店（旧東京トヨタ自動車）と中央晴海店（旧東京トヨペット）へ分散し統合。
- 2020年2月2日 - 池上久が原店（旧ネッツトヨタ東京）を久が原店（旧東京トヨタ自動車）と蒲田本町店（旧ネッツトヨタ東京）へ分散し統合[10]。
- 2021年3月31日 - 日本橋浜町店（旧東京トヨペット）を日本橋茅場町店（旧東京トヨタ自動車）へ移転統合し、日本橋店に店舗名を変更。
- 2022年4月1日 - 同一住所内に隣接する8店舗を4店舗へ統合[11]。
  - 蒲田仲六郷北店（旧東京トヨペット）・蒲田仲六郷南店（旧トヨタ東京カローラ）→蒲田仲六郷店
  - 町田小川北店（旧東京トヨタ自動車）・町田小川南店（旧ネッツトヨタ東京）→南町田店
  - 昭和の森店（旧東京トヨタ自動車）が、U-Car昭和の森店（旧東京トヨタ自動車）を吸収統合。
  - 青梅新町店（旧東京トヨタ自動車）が、U-Car青梅店（旧東京トヨタ自動車）を吸収統合。
- 2022年10月5日 - 烏山給田店（旧東京トヨペット）が店舗建て替えに伴い、烏山仙川店（旧トヨタ東京カローラ）へ移転統合し、烏山店に店舗名を変更（2023年末に建て替え完了予定、翌2024年春に旧烏山給田店の住所へ移転リニューアル予定）[12]。
- 2023年4月1日 - 深川南店（旧東京トヨペット）が深川北店（旧ネッツトヨタ東京）を統合し、深川店に店舗名を変更。
- 2023年5月6日 - 井荻店がU-Car井荻店（2店舗共に旧東京トヨペット）を吸収統合。
- 2023年10月1日 - 南大沢店がU-Car南大沢店を吸収統合。
- 2025年1月10日 - 虎ノ門店移転開業及びクラウン専門店「THE CROWN 東京虎ノ門」開業。

### 物流事業
傘下の車両物流会社「トヨタメトロジック」は新車物流センターとして機能している。トヨタ・レクサス・フォルクスワーゲンの新車点検整備・ディーラーオプションの取付・特別架装・車両保管と車両配送などの業務を集約とした事業を行っている。東京の直営店以外にも、ウエインズトヨタ神奈川（ウエインズグループ）、レクサス小石川販売株式会社（国際株式会社）、ジャミール商事株式会社（レクサス練馬）と、民営店やトヨタディーラーが運営していないレクサス販売店（オブザーバー）の物流事業も請負っている。

### 情報システム事業
情報システム会社「トヨテック」は、上記販売店の基幹業務の支援および開発、システムコンサルティング、コンピュータシステムの企画・設計・開発・維持・運用管理などの請負、ソフトウェア開発事業を行う。

## 過去の事業

### フォルクスワーゲン販売事業
2016年（平成28年）12月をもって事業終了。これにより、トヨタ自動車100%出資のフォルクスワーゲン販売店は日本国内から消滅した。

### カーロッツ事業
中古車販売店舗ブランド。撤退後は、他のトヨタ販売店と同じ「U-Car」に統一した。

## スポーツ
- TM東京スパークル：V.LEAGUEに所属しているバレーボールチーム。

## 提供番組
- ｢トヨタモビリティ東京 presents ネクスト サロン｣：TOKYO FM、金曜16:30、2019年4月5日 - 2019年9月27日
  - 2018年6月1日の放送開始から7月27日までは金曜16:15からの放送、2018年8月10日から2019年3月29日までは16:40前後開始で『東京トヨペット presents ネクスト サロン』であった。
- ｢TOKYO LOCAL GOOD with トヨタモビリティ東京｣：TOKYO FM、金曜16:30、2019年10月4日 - 2020年9月25日